# 17Song 2ndシーズン『観せます!ヒストリーヨ!』
『17Song 2ndシーズン『観せます!ヒストリーヨ!』』（イナソン セカンドシーズン みせます ヒストリーヨ）は、日本の4人組音楽ユニットT-Pistonzが2025年8月20日にリリースした映像作品（Blu-ray）である。

## 概要
- 2024年12月28日に1000 CLUBで開催された「『イナソン・ベスト！ 2024総決算』 〜オープニングテーマ全部歌っちゃおう！クロノストーンまで〜」および、I'M A SHOWで開催された『17 Song 物語』の公演の模様をランダムで収録[3]。

- 2025年11月14日発売のゲームソフト『イナズマイレブン 英雄たちのヴィクトリーロード』のテーマソング8曲とボーナストラック2曲を含めた計10曲入りアルバムCDが付属[2]。

## 収録内容

### Blu-ray
1. 立ち上がリーヨ
2. マジで感謝!
3. つながリーヨ
4. 勝って泣こうゼッ!
5. GOODキター!
6. 僕らのゴォール!
7. メドレー またね…のキセツ〜良かったナッ!
8. メドレー 天までとどけっ!〜成せば成るのさ 七色卵
9. メドレー おはよう!シャイニング・デイ〜打ち砕ーくっ!〜情熱で胸アツ!
10. 感動共有!
11. 初心をKEEP ON!
12. ライメイ!ブルートレイン
13. マジで感謝!
14. エンディング
15. 流星ボーイ

### CD
- 全編曲：S.KAWAI

1. 世界に刻め!イナズママーク
作詞・作曲：山崎徹
2. 勇者の魂
作詞：山崎徹・高木貴司、作曲：山崎徹・S.KAWAI
3. 笑顔がゴール!
作詞：山崎徹・高木貴司、作曲：山崎徹・S.KAWAI
4. ガンガンガガン!
作詞：山崎徹・高木貴司、作曲：山崎徹・S.KAWAI
5. 炸裂俺らの青い春
作詞：山崎徹・高木貴司、作曲：山崎徹・S.KAWAI
6. ビビルなっ!
作詞：高木貴司、作曲：山崎徹・S.KAWAI
7. ザ・ヴィクトリーヨ!
作詞：山崎徹・高木貴司、作曲：山崎徹・S.KAWAI
8. 大・団・円（T-Pistonz with 健太）
作詞：高木貴司、作曲：山崎徹・S.KAWAI
9. リーヨ〜青春のイナズマイレブン〜’24〈ボーナストラック〉
作詞・作曲：山崎徹・山崎弘
10. 立ち上がリーヨ’24〈ボーナストラック〉
作詞・作曲：山崎徹

## キャスト・スタッフ

### Blu-ray
- Project 〈T-Pistonz〉：トン・ニーノ、コータ、イン・チキータ、アー・ダッチン
- Cho：Chika、亜耶、リナ
- Drum：高木貴司
- Bass：柳本将史
- Guiter：S.KAWAI
- Key：佐藤五魚
- マニピュレーター：辻中聡佑
- Rec, Mix Engineer：中田武士
- 舞台監督：宮川栄二（ワンポイント）
- 映像編集、MA：野村瞭（NSFW）
- カメラマン：本木泰平（age maker）、番場吹雪（age maker）、古谷春
- Artist Management：タイトプロ
- デザイン：谷水亮介（grapache）
- イラスト：白川一郎（PEACETONE）
- パッケージコーディネート：市川美奈（DC FACTORY）
- パッケージデザイン：安達智行
- 協力：レベルファイブ、イカキック、FUKUエンタープライズ、HIGHWAY STAR Audio、POPHOLIC、ODYSSEY、1000CLUB、有楽町アイマショウ
- Prodecer：高木貴司（FRAME）
- A&R：川合進（FRAME）

### CD
- Project 〈T-Pistonz〉：トン・ニーノ、コータ、イン・チキータ、アー・ダッチン
- Cho：Chika、亜耶
- Drum：高木貴司
- Bass：ヒロ小川
- Guiter：S.KAWAI
- Key：佐藤五魚
- Brass arr, Saxophone：竹上良成
- Trumpet：真砂陽地、斎藤凛太郎
- Trombone：笹栗良太、YOSHIO、川原聖仁
- Recording & Mixing Engineer：唐澤千文（POPHOLIC）
- Recording Engineer：荒谷莉子（MIT STUDIO）
- Assistant Engineer：粕川鈴（MIT STUDIO）、佐藤鈴佳（SOUND CREW STUDIO）、齋藤大輝
- Recording Studio：MIT STUDIO、SOUND CREW STUDIO
- Mixing Studio：MIT SOUND
- Production Coordinate：三上桂吾（POPHOLIC）
- Artist Management：タイトプロ
- 協力：レベルファイブ、イカキック、FUKUエンタープライズ、POPHOLIC
- Executive Producer：日野晃博（レベルファイブ）
- Producer：高木貴司（FRAME）
- A&R：川合進（FRAME）